# غلين هيلدر
غلين هيلدر (بالهولندية: Glenn Helder)‏ هو لاعب كرة قدم هولندي، ولد في 28 أكتوبر 1968 في لايدن في هولندا. شارك مع منتخب هولندا لكرة القدم. أما مع النوادي، فقد لعب مع سبارتا روتردام وفيتيسه آرنهم ونادي أرسنال ونادي بنفيكا ونادي بودابست ونادي داليان شيده وناك بريدا.

## وصلات خارجية
- غلين هيلدر على موقع قاعدة بيانات كرة القدم.إي يو (الإنجليزية)
- غلين هيلدر على موقع ناشيونال فوتبول تيمز (الإنجليزية)
- غلين هيلدر على موقع عالم كرة القدم.نت (الإنجليزية)